# Phacelia pedicellata
Phacelia pedicellata es una especie de planta dicotiledónea con flores de la familia de las borrajas, Boraginaceae. Es nativa del suroeste de Estados Unidos y Baja California, donde puede ser encontrada en varios tipos de hábitat, incluyendo bosquecillos de creosota y de Yucca brevifolia.

## Apariencia
Cuenta con un tallo casi erguido de hasta 50 centímetros de largo. Es glandular y está recubierto de pelos rígidos, al igual que muchas otras phacelias, causan dermatitis de contacto. Las hojas miden hasta 12 centímetros de largo son hojas redondeadas, las más grandes divididas en 3 a 7 folios. La inflorescencia glandular peluda es un racimo de flores curvilínea o enroscada, en forma de campana. Cada flor mide aproximadamente medio centímetro de largo y puede ser de color rosa o azul. Crecen en primavera.

## Floración
Es una hierba anual que crece entre los meses de marzo y mayo. Crece en el noroeste de México y suroeste de Estados Unidos. Normalmente crece hasta 2.50 y 2.60 metros. Son de color rojo y amarillo.

## Etimología
Phacelia proviene del griego "phakelos" cuyo significado es "grupo/ racimo", aludiendo así a la estructura densa poblada de las flores. Pedicellata sin embargo proviene del latín "con péndulo" haciendo referencia al parecido que guarda con este el tallo de la flor.